# So Small
So Small è il primo singolo ad essere tratto dal secondo album Carnival Ride di Carrie Underwood. Questa canzone è stata composta in parte dalla cantante stessa, insieme all'aiuto di Luke Laird e Lindsey.

## Classifiche
| Chart (2007)                                    | Peak position |
| ----------------------------------------------- | ------------- |
| U.S. Billboard Hot Country Songs                | 1             |
| U.S. Billboard Hot 100                          | 17            |
| U.S. Billboard Pop 100                          | 23            |
| U.S. Billboard Hot Christian Adult Contemporary | 21            |
| Canadian Radio & Records Country Singles        | 3             |
| Canadian Hot 100                                | 14            |